# Osmay Acosta
Osmay Acosta Méndez Duarte (L'Avana, 3 aprile 1985) è un pugile cubano, della categoria dei pesi massimi.

## Carriera pugilistica
Acosta ha ottenuto la medaglia d'oro ai Giochi panamericani di Rio de Janeiro del 2007 e la medaglia di bronzo alle Olimpiadi di Pechino del 2008. In questa occasione è stato sconfitto, in semifinale, dal russo Rachim Čakchiev, che avrebbe poi vinto la medaglia d'oro. 
Osmay Acosta ha vinto, inoltre, la medaglia d'oro ai Giochi centramericani e caraibici di Cartagena del 2006 e, con la squadra del suo paese, la coppa del mondo a squadre del 2006 e individualmente l'edizione del 2008.